# 黃宏達
黃宏達（英語：Victor Wong Wang-Tat，1966年6月6日—），香港電影視覺特效導演、跨媒體藝術家。

## 簡歷
黃宏達的家人經營傳統紙紮店舖，從小接受父母親手製造的紮作薰陶，過程啟發他對藝術的興趣。
於1989年從美國華盛頓大學電機工程系畢業後，黃宏達與主修藝術的胞弟黃宏顯合作開辦視覺效果公司萬寬電腦藝術設計有限公司，曾多次被世界電腦畫象會議SIGGRAPH邀請參展，2005年被美國索尼影視娛樂哥倫比亞影業挑選為荷里活電影《紫光任務》的視覺特效總監。

## 榮譽
- 2005年香港十大傑出青年、2019馬爹利年度藝術家大獎、2020香港創新領軍人物大獎

## 外部連結
- 黃宏達在互联网电影资料库（IMDb）上的資料（英文）
- 黃宏達在香港影庫上的簡介